# Polis Paulus' påskasmäll
Polis Paulus' påskasmäll är en svensk Fyrtornet och Släpvagnen-film från 1925 i regi av Gustaf Molander. 

## Handling
Anne Marie blir bjuden av sin tant till ett hotell för att få träffa sin beundrare. Anne Marie tackar ja, men inte för beundrarens skull, utan för att hålla ett öga på Sten, som arbetar på hotellet.

## Om filmen
Manuset till filmen skrevs av författargruppen Tre herrar vid en grogg. Filmen spelades in vid Filmstaden i Råsunda samt vid Storsjön Åre. 
Filmen premiärvisades den 6 april 1925. 

## Rollista i urval
- Harald Madsen – Paulus Storm, polismästare
- Carl Schenstrøm – Lunken
- Gucken Cederborg – Klara Storm, hotellvärdinna
- Stina Berg – Fröken Dina Björnbom
- Lili Lani – Anne Marie, hennes nièce
- Eric Barclay – Sten Örle, sport- och tangoinstruktör
- Vilhelm Bryde – Baron von Lanck, spritsmugglare
- Axel Hultman – Fiskar-Janne, spritsmugglare
- Albert Ståhl – polis
- Ernst Brunman – bonde
- Bror Berger – smugglare
- Julia Håkansson
- Einar Axelsson – maskeraddeltagare